# Torre BBVA Bancomer
La Torre BBVA est un gratte-ciel de 235 mètres construit en 2015 à Mexico au Mexique. 